# Johann Christian Ruberg

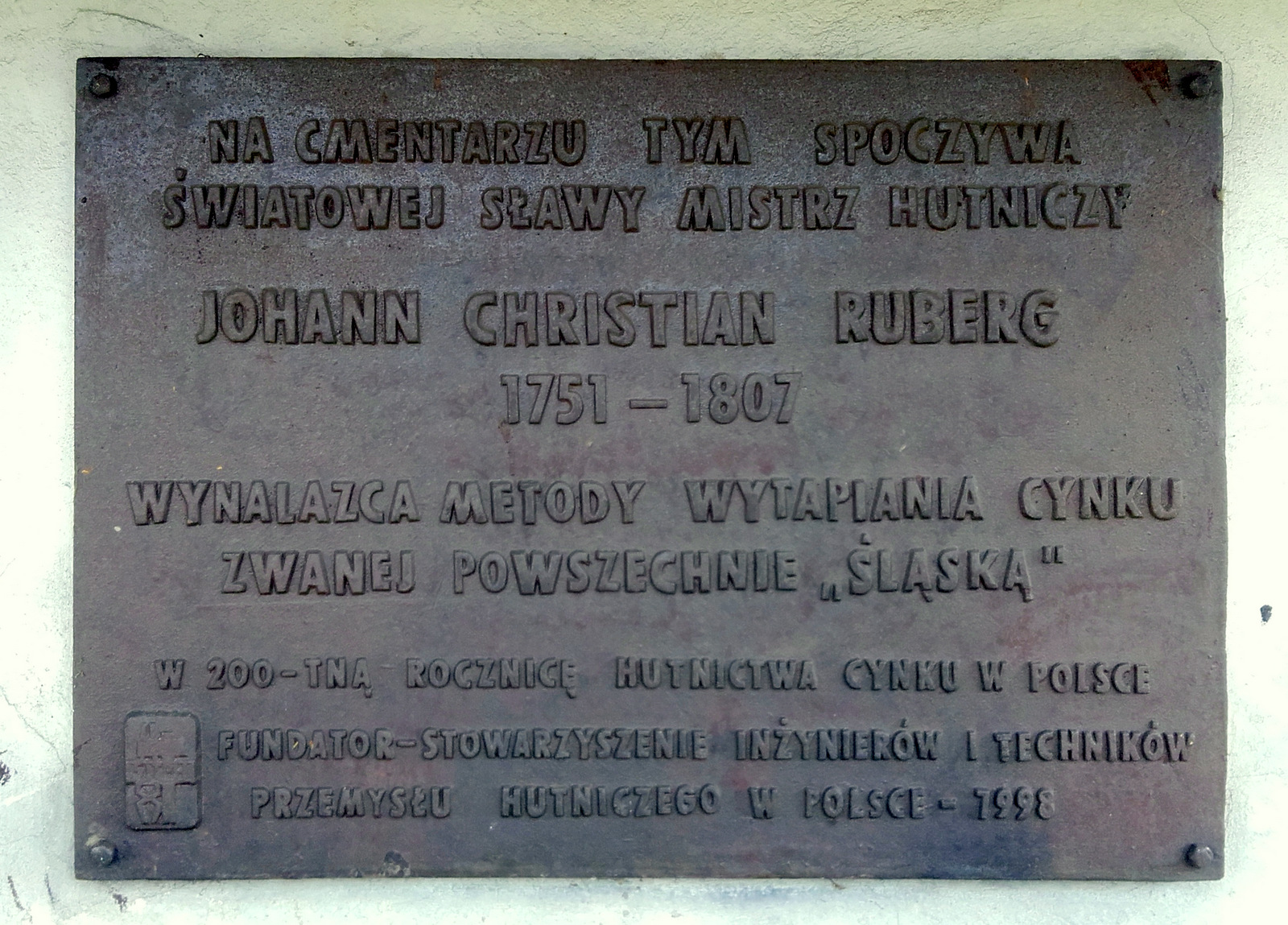
Tablica poświęcona J. Ch. Rubergowi znajdująca się na ścianie kaplicy cmentarza ewangelickiego w Hołdunowie

Johann Christian Ruberg (ochrzczony 4 września 1746 w Lüttgenrode, zm. 5 września 1807 w Ławkach) – niemiecki wynalazca w dziedzinie metalurgii.

## Życiorys
Niewiele wiadomo o jego dzieciństwie i młodości. Z zapisów kronikarza pszczyńskiego Schaeffera wynika, że rozpoczął studia teologiczne na uniwersytecie, które przerwał z braku funduszy i powrócił do domu rodzinnego, gdzie zajął się przeprowadzaniem eksperymentów na zbieranych w górach Harzu minerałach i kamieniach.
Zwerbowany do pracy na Górnym Śląsku, przybył w styczniu 1780 roku do Pszczyny i podjął służbę u księcia pszczyńskiego Fryderyka Erdmann Anhalt-Köthen. Został sztygarem w kopalni Emanuelssegen w Murckach. Równolegle zarządzał hutą szkła w Wesołej, obecnie dzielnicy Mysłowic, gdzie opracował szereg wynalazków w zakresie produkcji szkła. Fryderyk Wilhelm von Reden, dyrektor Wyższego Urzędu Górniczego, wysłał Ruberga do hut w Hanowerze, Hesji i Czechach, gdzie ten zapoznał się z konstrukcją pieców szklarskich opalanych węglem. 
Po powrocie z tych podróży w roku 1786 przystosował opalany do tej pory drewnem piec w hucie szkła w Wesołej do opalania węglem. Huta produkowała szeroki wachlarz wyrobów szklanych, do dziś zachował się w kościele św. Klemensa w Lędzinach żyrandol wykonany w 1792 roku w Wesołej.
W 1792 r. udało mu się wytopić prostą metodą cynk, ale w związku z niewyjaśnionym mankiem w kasie huty, został odwołany. Po śmierci starego, wrócił do łask nowego księcia Ferdynanda, którego zainteresowały projekty budowy pieca do produkcji cynku. Eksperymentował z wytopem cynku w piecach szklarskich, czego wynikiem był projekt pieca z czterema muflami. Według tego projektu w 1798 powstała huta cynku położona w pobliżu huty szkła.
Opracowana przez Ruberga metoda produkcji cynku, nazywana śląską metodą, na wielką skalę wykorzystywała poziome piece muflowe do operacji ciągłej, gdzie załadunek wsadu i wyładunek produktu odbywały się bez oziębiania. Ten wynalazek spowodował znaczny wzrost opłacalności i zmniejszenie wkładu robocizny w przemysłowej produkcji cynku, choć jako bardzo węglochłonny, spowodował burzliwy rozwój górnictwa na Górnym Śląsku. Książę pszczyński chronił swoją tajemnicę przemysłową, ale jeden z niezadowolonych pracowników, Antoni Ziobro zbiegł z huty księcia pszczyńskiego i zaproponował swoją wiedzę urzędnikom pruskiego państwa. Znalazł zatrudnienie w Hucie Królewskiej, a technologia stała się powszechnie znana. W rezultacie powstał wielki przemysł cynku, przez długi czas będący jednym z największych na świecie. W 1860 roku wytwarzano na Śląsku 40% światowej produkcji cynku.
Ruberg zmarł w nędzy i jest pochowany w nieznanym miejscu cmentarza ewangelickiego w Hołdunowie, dziś dzielnicy Lędzin. 
Szkoła Podstawowa nr 3 w Lędzinach otrzymała w roku 2000 jego imię.